# Rohožník (Humenné)
Rohožník es un municipio del distrito de Humenné en la región de Prešov, Eslovaquia, con una población estimada a final del año 2024 de 37 habitantes.
Se encuentra ubicado al sureste de la región, cerca de los ríos Cirocha y Laborec (cuenca hidrográfica del río Tisza) y de la frontera con la región de Košice.

## Demografía
| Año        | 1994 | 2004     | 2014     | 2024     |
| ---------- | ---- | -------- | -------- | -------- |
| Población  | 59   | 31       | 27       | 37       |
| Diferencia |      | −47,45 % | −12,90 % | +37,03 % |

| Año        | 2023 | 2024 |
| ---------- | ---- | ---- |
| Población  | 37   | 37   |
| Diferencia |      | +0 % |